# Пайпстон (округ)
Па́йпстон (англ. Pipestone County) — округ в штате Миннесота, США. Административный центр и крупнейший город — Пайпстон. По переписи 2000 года в округе проживают 9895 человек. Площадь — 1207 км², из которых 1206,3 км² — суша, а 0,72 км² — вода. Плотность населения составляет 8 чел./км².

## История
Округ был основан в 1857 году.